# Banisia idalialis
Banisia idalialis är en fjärilsart som beskrevs av Walker 1859. Banisia idalialis ingår i släktet Banisia och familjen Thyrididae. Inga underarter finns listade i Catalogue of Life.